# 7,7 × 58 mm Arisaka
Die 7,7 × 58 mm Arisaka oder auch als Arisaka Typ 99 7,7 mm Randlos bezeichnete Patrone wurde 1939 aus der 7,7 × 58 mm HR (Arisaka Typ 92) entwickelt und von der Kaiserlich Japanischen Armee im Arisaka Typ 99 verwendet. Ursprünglich wurde sie eingeführt, um die ältere 6,5 × 50 mm HR Arisaka zu ersetzen, was auf Grund von Materialmangel nicht vor Kriegsende gelang. Die Patrone enthält das gleiche Projektil wie die britische 7,7 × 56 mm R, die zusammen mit der randlosen deutschen 7,92 × 57 mm den Denkanstoß zur Entwicklung gab.
Nach dem Krieg und der Auflösung der Kaiserlich Japanischen Armee wurden keine weiteren Waffen mit diesem Kaliber gefertigt. Die neu gegründeten Selbstverteidigungsstreitkräfte ersetzten es 1947 durch die .30-06 Springfield, um die von den Vereinigten Staaten erhaltene M1 Garand zu nutzen.